# Forever (Puff Daddy)
Forever è il secondo album in studio, il primo da solista, del rapper statunitense Puff Daddy, pubblicato il 24 agosto 1999.

## Descrizione
Il disco è stato pubblicato nell'agosto 1999 dalla Bad Boy Entertainment. P.E. 2000 è stato il primo singolo estratto dall'album, pubblicato nel luglio 1999. Gli altri brani diffusi come singoli successivamente sono stati Satisfy You (ottobre 1999) e Do You Like It... Do You Want It... (dicembre 1999). L'album si avvale di importanti collaborazioni con artisti provenienti dalla scena hip hop e non solo: tra questi vi sono Jay-Z, R. Kelly, e Lil' Kim. Riguardo alle vendite, il disco ha raggiunto la seconda posizione della classifica Billboard 200 e ha avuto un ottimo successo anche in Europa e Canada.

## Tracce
1. Forever (intro) – 1:51 (Sean Combs, Mario Winans, Steve Coe, Martin Smith)
2. What You Want (feat. Lil' Kim) – 4:30 (Sean Combs, Ronald Greene, Zach White)
3. I'll Do This for You (feat. Kelly Price & Mase) – 5:00 (Sean Combs, Chauncey Hawkins, Kelly Price, Ron Lawrence, Mario Winans, Carl Driggs, Ish Ledesma)
4. Do You Like It... Do You Want It... (feat. Jay-Z) – 3:54 (Sean Combs, Shawn Carter, Dave Vanderpool, James Todd Smith)
5. Satisfy You (feat. R. Kelly) – 4:48 (Sean Combs, Jeffrey Walker, Ronald Greene, Kelly Price, Robert Kelly, Denzil Foster, Jay King, Thomas McElroy)
6. Is This the End (Part 2) (feat. Twista & Cheri Dennis) – 4:40 (Sean Combs, Carl Mitchell, Jack Knight, Anthony Dent)
7. I Hear Voices (feat. Carl Thomas) – 5:14 (Sean Combs, Mark Curry, Nashiem Myrick, Carlos Broady, Ryo Kawasaki)
8. Fake Thugs Dedication (feat. Redman) – 3:13 (Sean Combs, Shawn Carter, Reggie Noble, Freddie Byrd, Lana Moorer)
9. Diddy Speaks! (Interlude) – 1:11 (Sean Combs)
10. Angels with Dirty Faces (feat. Bizzy Bone) – 4:10 (Sean Combs, Ron Lawrence, Bryon McCane, Zane Copeland, Maurice White, Verdine White, Eddie del Barrio)
11. Gangsta Shit (feat. Lil' Kim & Mark Curry) – 4:42 (Sean Combs, Mark Curry, Kimberly Jones, Mario Winans)
12. P.S. 112 (Interlude) – 0:59 (A.J. Johnson, Harve Pierre)
13. Pain (feat. G-Dep) – 3:56 (Sean Combs, Trevell Coleman, Nashiem Myrick, Carlos Broady Les McCann)
14. Reverse (feat. Busta Rhymes, Cee Lo Green, G-Dep, Redman, Sauce Money & Shyne) – 5:07 (Sean Combs, Jamal Barrow, Trevell Coleman, Reggie Noble, Thomas Barton, Trevor Smith, Nashiem Myrick, Carlos Broady, Nickolas Ashford, Valerie Simpson)
15. Real Niggas (feat. Lil' Kim & The Notorious B.I.G.) – 4:01 (Sean Combs, Christopher Wallace, Kimberly Jones, Deric Angelettie)
16. Journey Through the Life (feat. Lil' Kim, Joe Hooker, Beanie Sigel & Nas) – 4:55 (Sean Combs, Nasir Jones, Dwight Grant, Nashiem Myrick, Carlos Broady, Harve Pierre)
17. Best Friend (feat. Mario Winans & Hezekiah Walker) – 5:32 (Sean Combs, Mario Winans, Christopher Cross)
18. Mad Rapper (feat. The Madd Rapper) (Interlude) – 1:14 (Deric Angelettie)
19. P.E. 2000 (feat. Hurricane G) – 4:52 (Sean Combs, Mark Curry, Ronald Greene, Hank Shocklee, Carlton Ridenhour)

## Classifiche

### Classifiche settimanali
| Classifica (1999-00) | Posizione massima |
| -------------------- | ----------------- |
| Australia            | 17                |
| Austria              | 19                |
| Belgio (Fiandre)     | 31                |
| Canada               | 4                 |
| Finlandia            | 37                |
| Francia              | 14                |
| Germania             | 4                 |
| Irlanda              | 65                |
| Paesi Bassi          | 26                |
| Regno Unito          | 9                 |
| Stati Uniti          | 2                 |
| Svezia               | 40                |
| Svizzera             | 7                 |

### Classifiche di fine anno
| Classifica (1999) | Posizione |
| ----------------- | --------- |
| Germania          | 64        |
| Stati Uniti       | 92        |